# Gfällrote
Die Gfällrote ist einer Sage nach eine Hexe, die im Schwarzwald rund um den Kandel ihr Unwesen trieb und unter anderem als schadensbringender Geist sowie in der Wilderei in Erscheinung trat. Sie tritt als Gestaltwandlerin auf und nimmt das Aussehen u. a. eines Baumstumpfes an. Begleitet wird sie von zwei Hunden, was eine Anlehnung an die griechische Göttin Hekate nahelegt. Es ist unmöglich, die Gfällroten zu töten, so soll sie durch keine Kugel verletzt werden können und soll aus der Asche eines Scheiterhaufens auferstanden sein, vergleichbar mit der Hexe Gullveig.
Die Hunde in ihrer Begleitung sind laut der Sage zwar nicht unsterblich, werden jedoch durch die schwarze Magie der Herrin am Leben erhalten. So soll eine Gruppe Jäger der Hexe einst aufgelauert haben und deren Hunde, nachdem die Hexe entwischt, an einer Tanne getötet haben. Als nach drei Tagen die Verwesung der Tierleiber begann, gaben die Jäger das Vorhaben auf. Kurze Zeit später schnitt die Gfällroten ihre Hunde vom Baum und diese waren bösartig und lebendig wie zuvor. Ein weiteres Merkmal sind die rotglühenden Augen, die sie beim Wechsel der Gestalt nicht verstecken kann, was neben Gestaltwandlung eine weitere Parallele zum Werwolf darstellt.